# 34 Dywizja Kawalerii (ZSRR)
34 Dywizja Kawalerii (ros. 34-я кавалерийская дивизия) – związek taktyczny kawalerii Armii Czerwonej.
Dywizja wzięła udział w kampanii wrześniowej w składzie  4 Korpusu Kawalerii. 

## Struktura organizacyjna
W 1939
- 47 pułk kawalerii
- 79 pułk kawalerii
- 148 pułk kawalerii
- 162 pułk kawalerii
- 42 pułk czołgów
- 10 dywizjon artylerii konnej
- 11 szwadron saperów
- 8 szwadron łączności

## Dowódcy dywizji
- płk Władimir Cetlin (był w 1939)[3]